# Nova Prata do Iguaçu
Nova Prata do Iguaçu é um município brasileiro do estado do Paraná. Sua população, conforme estimativa do IBGE 2022, é de 12.699 habitantes. Localiza-se a uma altitude de 438 m.

## História
Fundado em 1979, o município de Nova Prata do Iguaçu, como muitos outros municípios da região sudoeste do Paraná, recebeu um grande número de imigrantes gaúchos e catarinenses, na sua maioria descendentes de italianos, alemães e poloneses.